# Władysław Sikorski

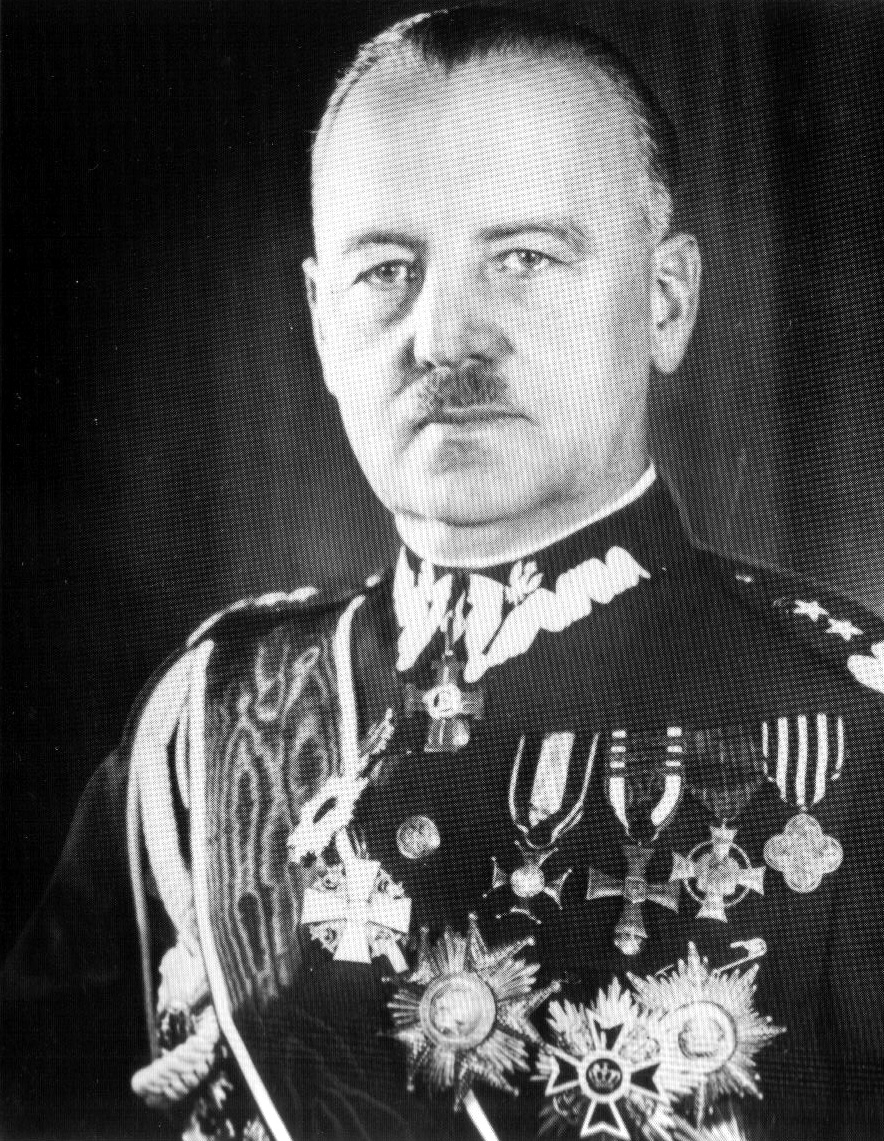
Władysław Sikorski

Władysław Sikorski (20. května 1881 Tuszów Narodowy – 4. července 1943 Gibraltar) byl polský generál a předseda polské exilové vlády.

## Biografie
Pocházel z učitelské rodiny, která žila v rakouské Haliči. Na studia se vydal do Lvova, kde se věnoval inženýrství.

### V armádě
Již před první světovou válkou se angažoval v několika organizacích, které usilovaly o polskou nezávislost. V roce 1909 se zapojil do vytváření „střeleckých“ jednotek na Haliči. Během 1. světové války se orientoval na Rakousko-Uhersko. Sloužil v polských legiích a v Rusko-polské válce v polské armádě. Po vytvoření loutkového státu v roce 1916 zastával různé funkce v jeho armádě. Podobně jako Józef Piłsudski trval i gen. Sikorski na samostatnosti polských jednotek, proto byl v květnu 1918 rakousko-uherskými orgány zatčen a internován v Uhrách.
Po vzniku samostatného Polska organizoval vojenské jednotky v Haliči proti Ukrajincům a ve Slezsku proti německým Freikorps. Hrál důležitou roli při bitvě u Varšavy.

### V politice
Před první světovou válkou patřil mezi významné politiky menší politické strany Stronnictwo Postępowo-Demokratyczne (Pokrokově demokratická strana).
Ve 2. polské republice zastával v letech 1922 až 1923 funkci ministerského předsedy, když vedl vládu po atentátu na prezidenta Gabriela Narutowicze. V kabinetu zastával rovněž post ministra vnitra. Pak se ale vrátil zpět do armády jako generální inspektor pěchoty.
V roce 1924 působil jako ministr vojenských záležitostí v druhé Grabského vládě. Zastával orientaci na spojenectví s Francií. V době sanace se nepřidal na žádnou stranu, měl neshody s Józefem Piłsudským, který Sikorskému nedůvěřoval, a dalšími představiteli země a roku 1928 byl zbaven funkce. V následujících letech trávil čas převážně ve Francii, kde také psal a vydával většinu vojenských studií.
V roce 1936 se podílel na sjednocení protisanační opozice v emigraci, tzv. fronta Morges. V roce 1939 se nakrátko vrátil do Polska a nabídl vládě své vojenské služby, když však nedostal odpověď, vrátil se zpět do Francie.
Během druhé světové války se stal ministerským předsedou polské vlády v exilu a velitelem jejích vojsk namísto zkompromitované sanační garnitury. Vystupoval jako hlavní obhájce zájmů Polska na diplomatické úrovni. Po porážce Francie v roce 1940 se exilová vláda uchýlila do Londýna, zde Sikorski podepsal smlouvu o výstavbě polské armády ve Velké Británii. S československou vládou v exilu jednal o poválečné československo-polské konfederaci.
I přes své protikomunistické postoje usiloval Sikorski o znovuobnovení polsko-sovětských diplomatických vztahů, které byly přerušeny po uzavření paktu Ribbentrop–Molotov. V roce 1941 podepsal dohodu se SSSR o obnově diplomatických styků a později se Stalinem polsko-sovětský pakt o neútočení a přátelství. Část ministrů exilové vlády ho za to obvinila ze zrady a zřeknutí se východní části předválečného území Polska. Zajímal se též o osud polských zajatců, které povraždil Sovětský svaz. Po nálezu hrobů v Katyni požádal o vyšetření Červený kříž. Sovětský svaz na to hned reagoval přerušením diplomatických styků.

### Závěr života
Zemřel v červenci 1943 za dosud nevyjasněných okolností při letecké nehodě, když se letoun Consolidated Liberator 511. peruti RAF, který jej přepravoval, zřítil při startu na letišti v Gibraltaru do moře. Havárii přežil jen pilot Eduard Prchal. Událost byla uzavřena jako nehoda, ale dodnes existují pochybnosti některých autorů,[kdo?] zdali nebyl jako překážka britsko-sovětského spojenectví záměrně odstraněn.
Sikorski je dnes v Polsku uznáván jako velký patriot. Jeho památku začal v roce 1981 vyzdvihovat Jaruzelského vojenský režim proti popularitě Piłsudského.

## Dílo
- Regulamin Musztry Związku Strzeleckiego i elementarna taktyka piechoty (1911)
- O polską politykę państwową. Umowy i deklaracje z okresu pełnienia urzędu prezesa Rady Ministrów 18 XII 1922 – 26 V 1923 (1923)
- Podstawy organizacji naczelnych władz wojskowych w Polsce (1923)
- Pomník generála Wladyslawa Sikorského na Gibraltaru, Europa PointO polską politykę państwową (1923)

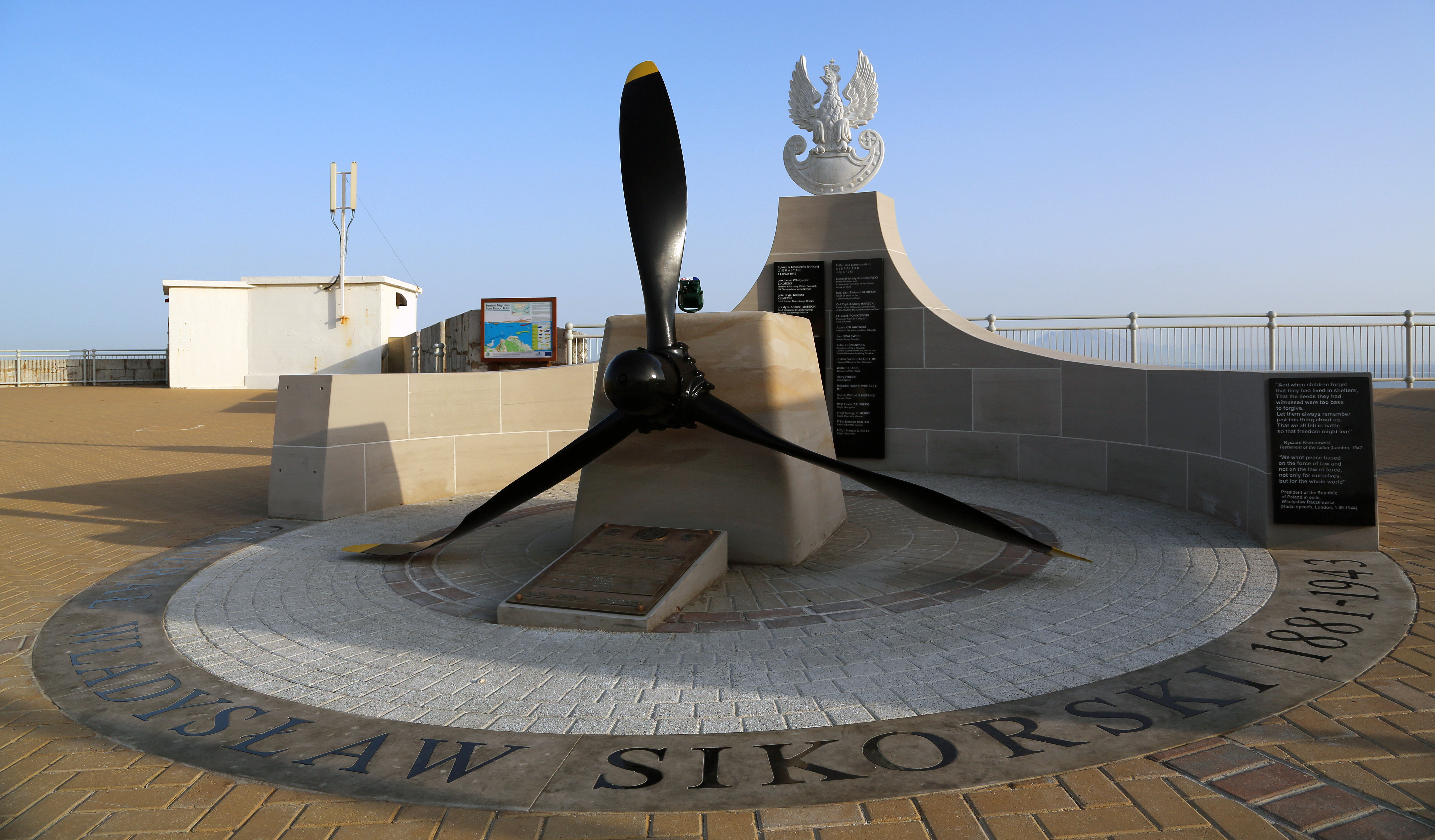
Pomník generála Wladyslawa Sikorského na Gibraltaru, Europa Point

- Polesie jako węzeł strategiczny wschodniego frontu (1924)
- Nad Wisłą i Wkrą. Studium do polsko-rosyjskiej wojny 1920 roku (1928)
- La campagne polono-russe de 1920 (1928)
- Polska i Francja w przeszłości i w dobie współczesnej (1931)
- Przyszła wojna – jej możliwości i charakter oraz związane z nimi zagadnienia obrony kraju (1934, 2010)